# ترندهای توییتر
در توییتر، کلمه، عبارت یا موضوعی که به تعداد بیشتری نسبت به سایرین ذکر می‌شود، «موضوع ترند» یا صرفاً «ترند» نامیده می‌شود. موضوعات ترند یا از طریق تلاش هماهنگ کاربران یا به دلیل رویدادی که افراد را وادار می‌کند در مورد یک موضوع خاص صحبت کنند، محبوب می‌شوند. این موضوعات به توییتر و کاربران آن کمک می‌کند تا بفهمند در جهان چه اتفاقی می‌افتد و نظر مردم در مورد آن چیست.
موضوعات ترند گاهی نتیجه تلاش‌ها و دستکاری‌های هماهنگ طرفداران برخی افراد مشهور یا پدیده‌های فرهنگی است. توییتر در گذشته الگوریتم ترند را تغییر داده‌است تا از این نوع دستکاری‌ها جلوگیری کند که این کار، موفقیت محدودی داشته‌است.

## تأثیر
نمونه‌هایی از موضوعات پرتأثیر عبارتند از آتش‌سوزی‌های جنگلی در سن دیگو، زلزله در ژاپن، رویدادهای ورزشی محبوب، و قیام‌های سیاسی در ایران و مصر.